# Slittino ai XXI Giochi olimpici invernali - Doppio
La gara doppio maschile di slittino ai XXI Giochi olimpici invernali si è disputata il 17 febbraio presso il Whistler Sliding Centre, a Whistler; è stata vinta dalla coppia austriaca formata da Andreas Linger e Wolfgang Linger, che erano anche i campioni olimpici uscenti.

## Record
I record della pista sono i seguenti:
| Tipo     | Data             | Atleti                                  | Tempo  |
| -------- | ---------------- | --------------------------------------- | ------ |
| Partenza | 20 febbraio 2009 | Germania Tobias Wendl Tobias Arlt       | 7"054  |
| Pista    | 20 febbraio 2009 | Germania Patric Leitner Alexander Resch | 48"608 |

## Atleti qualificati
Gli atleti iscritti alla gara sono:
- Cosmin Chetroiu & Ionuț Țăran ( Romania)
- André Florschütz & Torsten Wustlich ( Germania)
- Mark Grimmette & Brian Martin ( Stati Uniti)
- Oskars Gudramovičs & Pēteris Kalniņš ( Lettonia)
- Ján Harniš & Branislav Regec ( Slovacchia)
- Paul Ifrim & Andrei Anghel ( Romania)
- Andrij Kis' & Jurij Hajduk ( Ucraina)
- Michail Kuzmič & Stanislav Micheev ( Russia)
- Luboš Jíra & Matěj Kvíčala ( Rep. Ceca)
- Patric Leitner & Alexander Resch ( Germania)

- Andreas Linger & Wolfgang Linger ( Austria)
- Chris Moffat & Mike Moffat ( Canada)
- Christian Niccum & Dan Joye ( Stati Uniti)
- Christian Oberstolz & Patrick Gruber ( Italia)
- Gerhard Plankensteiner & Oswald Haselrieder ( Italia)
- Andris Šics & Juris Šics ( Lettonia)
- Tobias Schiegl & Markus Schiegl ( Austria)
- Taras Sen'kiv & Roman Zacharkiv ( Ucraina)
- Tristan Walker & Justin Snith ( Canada)
- Vladislav Južakov & Vladimir Machnutin ( Russia)

## Risultati
| Pos | #  | Atleti                                    | Nazione     | Run 1           | Run 2        | Totale   | Distacco |
| --- | -- | ----------------------------------------- | ----------- | --------------- | ------------ | -------- | -------- |
|     | 11 | Andreas Linger Wolfgang Linger            | Austria     | 8"217 41"332 TR | 8"191 41"373 | 1'22"705 | 0"000    |
|     | 7  | Andris Šics Juris Šics                    | Lettonia    | 8"256 41"420    | 8"251 41"549 | 1'22"969 | +0"264   |
|     | 6  | Patric Leitner Alexander Resch            | Germania    | 8"315 41"566    | 8"261 41"474 | 1'23"040 | +0"335   |
| 4   | 2  | Christian Oberstolz Patrick Gruber        | Italia      | 8"244 41"527    | 8"261 41"585 | 1'23"112 | +0"407   |
| 5   | 4  | André Florschütz Torsten Wustlich         | Germania    | 8"276 41"545    | 8"345 41"645 | 1'23"190 | +0"485   |
| 6   | 3  | Dan Joye Christian Niccum                 | Stati Uniti | 8"359 41"602    | 8"408 41"689 | 1'23"291 | +0"586   |
| 7   | 1  | Chris Moffat Mike Moffat                  | Canada      | 8"363 41"675    | 8"319 41"723 | 1'23"398 | +0"693   |
| 8   | 5  | Tobias Schiegl Markus Schiegl             | Austria     | 8"275 41"727    | 8"293 41"801 | 1'23"528 | +0"823   |
| 9   | 8  | Oswald Haselrieder Gerhard Plankensteiner | Italia      | 8"419 41"789    | 8"374 41"860 | 1'23"649 | +0"944   |
| 10  | 10 | Vladislav Južakov Vladimir Machnutin      | Russia      | 8"395 41"798    | 8"422 41"948 | 1'23"746 | +1"041   |
| 11  | 15 | Ján Harniš Branislav Regec                | Slovacchia  | 8"422 42"018    | 8"411 41"924 | 1'23"942 | +1"237   |
| 12  | 19 | Oskars Gudramovičs Pēteris Kalniņš        | Lettonia    | 8"385 41"982    | 8"496 42"013 | 1'23"995 | +1"290   |
| 13  | 9  | Mark Grimmette Brian Martin               | Stati Uniti | 8"448 41"821    | 8"571 42"184 | 1'24"005 | +1"300   |
| 14  | 12 | Michail Kuzmič Stanislav Micheev          | Russia      | 8"488 42"174    | 8"453 41"981 | 1'24"155 | +1"450   |
| 15  | 18 | Justin Snith Tristan Walker               | Canada      | 8"522 42"100    | 8"531 42"120 | 1'24"220 | +1"515   |
| 16  | 13 | Andrij Kis' Jurij Hajduk                  | Ucraina     | 8"415 42"219    | 8"437 42"136 | 1'24"355 | +1"650   |
| 17  | 14 | Cosmin Chetroiu Ionuț Țăran               | Romania     | 8"506 42"360    | 8"471 42"271 | 1'24"631 | +1"926   |
| 18  | 17 | Luboš Jíra Matěj Kvíčala                  | Rep. Ceca   | 8"470 42"204    | 8"592 42"459 | 1'24"663 | +1"958   |
| 19  | 20 | Taras Sen'kiv Roman Zacharkiv             | Ucraina     | 8"721 42"767    | 8"639 42"595 | 1'25"362 | +2"657   |
| 20  | 16 | Paul Ifrim Andrei Anghel                  | Romania     | 8"575 43"007    | 8"493 42"466 | 1'25"473 | +2"768   |